# Pund (spannmålsmått)
Pund (medeltidslatin: talentum) som rymdmått för spannmål kan beläggas i Sverige från 1200-talet och användes hela medeltiden parallellt med det inhemska måttet tön. Därefter tog pundet successivt över och vid mitten av 1500-talet försvann tön helt ur det svenska måttsystemet. Ett pund = 8 spann. På en läst spannmål gick det 12 pund.